# Karamuryn (stacja kolejowa)
Karamuryn (kaz. Қарамұрын, ros. Карамурын) – stacja kolejowa w miejscowości Karamuryn, w rejonie Szet, w obwodzie karagandyjskim, w Kazachstanie. Położona jest na linii Astana – Szu, na trasie Nowego Jedwabnego Szlaku.